# 布巴克
布巴克（Bubaque）是西非國家畿內亞比紹的島嶼，屬於比熱戈斯群島的一部分，由博拉馬區負責管轄，面積75平方公里，島上以野生動物和森林聞名，是群島的旅遊和經濟中心，2008年人口估計約9,244。
11°17′N 15°50′W / 11.283°N 15.833°W

## 外部連結
- Scientific research on youths on the islands of Bubaque by Lorenzo I. Bordonaro